# Koblenz
Koblenz (do roku 1926 Coblenz, česky též Koblenec) je historicky významné německé město ve spolkové zemi Porýní-Falci, ve kterém žije přibližně 115 tisíc obyvatel. Rozkládá se na obou březích Rýna na jeho soutoku s Moselou. Původní římská pevnost, založená kolem roku 9 př. n. l., ležela na cípu země mezi oběma řekami a z jejího latinského názvu confluentes (soutok) dnešní jméno Koblenz vzniklo.
Dva tisíce let dlouhá historie třetího největšího města spolkové země Porýní-Falc je znát na každém rohu. Koblenz se může pochlubit nepřeberným množstvím kulturních a historických památek, bludištěm úzkých uliček i atmosférou vládnoucí na většině náměstíček a promenád. V centru návštěvníky ohromí středověké kostely (Sv. Florián, kostel Panny Marie) a rekonstruované historické domy.
Toto město také leží na významných zlomech, kvůli kterým ve městě nebo jeho okolí dochází ke slabším zemětřesením. Poslední silnější zemětřesení postihlo oblast v roce 2011 a mělo lokální magnitudo zhruba 4,1.

## Historie
Na místě dnešního hradu Ehrenbreitstein vzniklo kolem roku 1000 př. n. l. opevněné sídlo a roku 55 dorazilo k Rýnu římské vojsko pod vedením Julia Caesara, který dal postavit most mezi Koblencem a Andernachem. Roku 9 př. n. l. zde Drusus založil opevněný tábor apud confluentes na obranu mostu z obou stran řeky. Další most, postavený kolem roku 150, zničili roku 259 Frankové. V raném středověku bylo město sídlem franských králů, po smrti Karla Velikého připadlo Ludvíkovi Pobožnému a roku 1018 je císař Jindřich II. daroval arcibiskupovi trevírskému jako kurfiřtovi. Kurfiřtové zde od roku 1690 také sídlili a v jejich majetku zůstalo město až do konce 18. století. Ve 13. století se na soutoku blízko katedrály usadili Němečtí rytíři a vznikl tak pozdější „Německý kout“ (Deutsches Eck). Kolem roku 1250 dostalo město nové hradby.
Město pak velmi vzkvétalo až do třicetileté války, kdy je dobyli nejprve Švédové, kteří je předali Francouzům. Roku 1636 je dobylo zpět císařské vojsko a 1688 je opět obléhala francouzská armáda. Po Francouzské revoluci se stalo útočištěm uprchlých roajalistů, kteří roku 1792 zorganizovali neúspěšné vojenské tažení do Francie. Jako odvetu město roku 1794 dobyla republikánská armáda a smlouvou z Lunéville připadlo 1801 k Francii. Po Napoleonově pádu je obsadili Rusové a po Vídeňském kongresu připadlo Prusku.
Roku 1858 bylo město napojeno na železnici, která po levém břehu Rýna spojuje Kolín nad Rýnem s Mohučí, a roku 1879 byla otevřena strategická trať z Berlína přes Koblenz do Metz, která město připojila také na pravobřežní porýnskou železnici. Roku 1890 byly zbořeny městské hradby a postaveno hlavní nádraží. Po první světové válce město obsadili Francouzi a na protest proti nim se město od roku 1926 přejmenovalo na Koblenz. Za druhé světové války zde bylo vojenské velitelství skupiny armád Wehrmachtu a město bylo silně poškozeno nálety. V letech 1947–1950 bylo sídlem vlády Porýní-Vestfálska.

## Pamětihodnosti
- Pevnosti na návrších okolo města a citadela Ehrenbreitstein na protějším břehu Rýna.
- Gotický most přes Moselu (Balduinbrücke) z roku 1344.
- Starý hrad (Alte Burg) ze 13. století
- Bazilika svatého Kastora, založená 836 a do současné románské podoby se čtyřmi věžemi přestavěná v letech 1150–1220. Gotická klenba je z roku 1498.
- Kostel Panny Marie (Liebfrauenkirche) s románskou lodí a dvěma věžemi v průčelí z let 1180–1205, gotický chór je z roku 1431.
- Románský kostel svatého Floriána se dvěma věžemi z počátku 12. století. Ze sousedního kláštera se zachovala románská kapitulní síň.
- Románská bazilika svatého Vavřince ve čtvrti Moselweiss
- Bývalá jezuitská kolej z let 1694–1698 slouží dnes jako radnice.
- Barokní zámek trevírských kurfiřtů z let 1777–1793

## Galerie

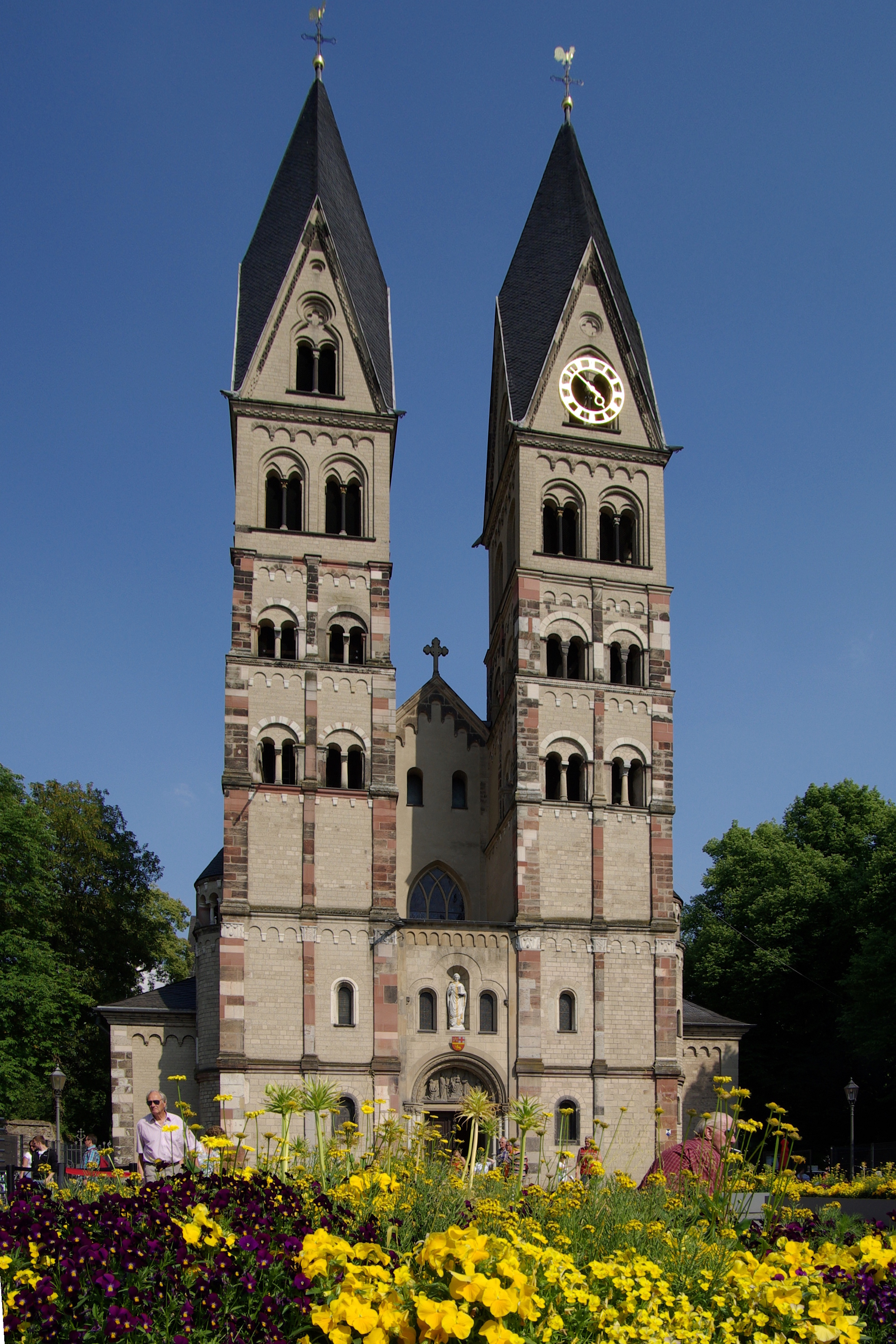
Sv. Kastor, západní průčelí
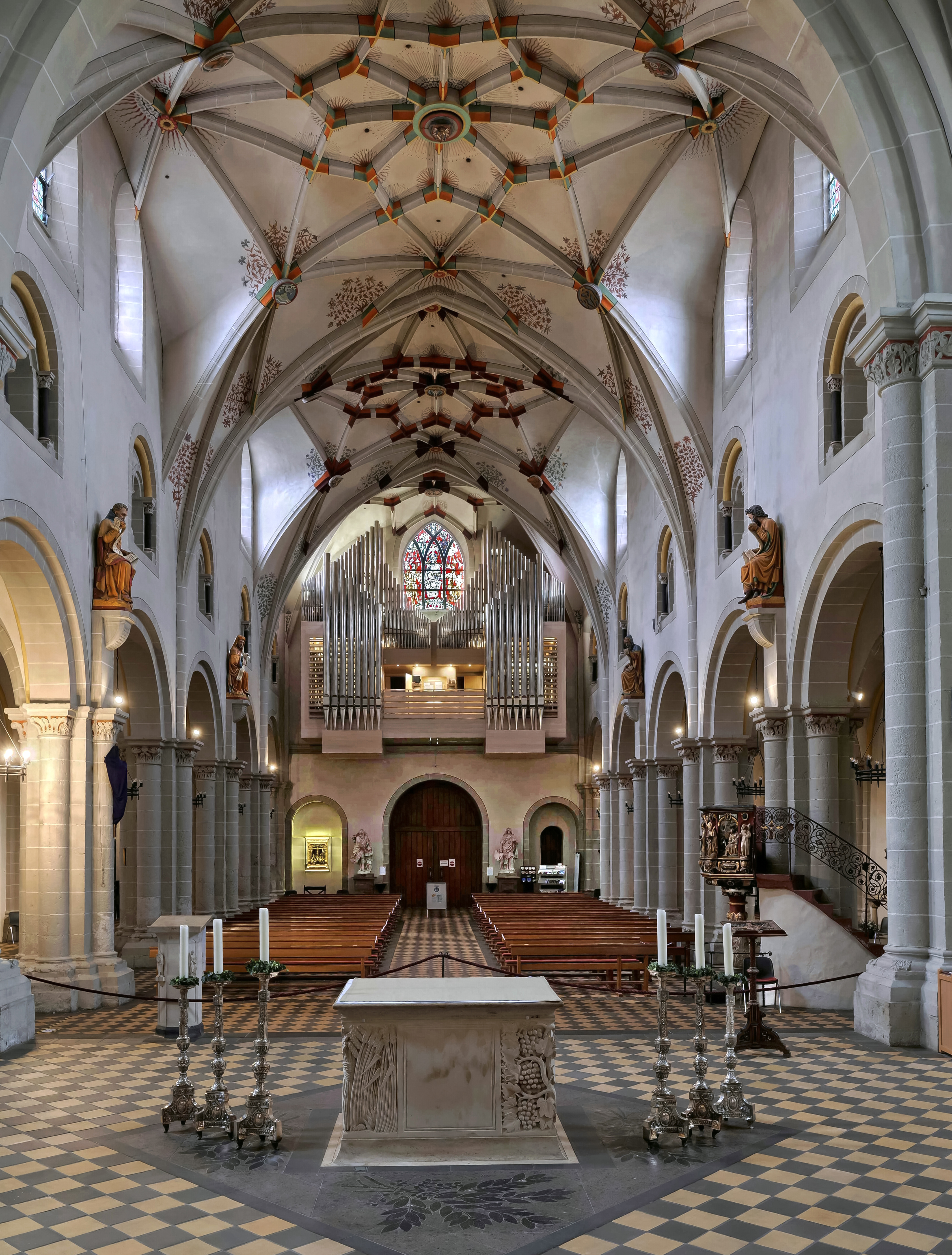
Sv. Kastor, vnitřek
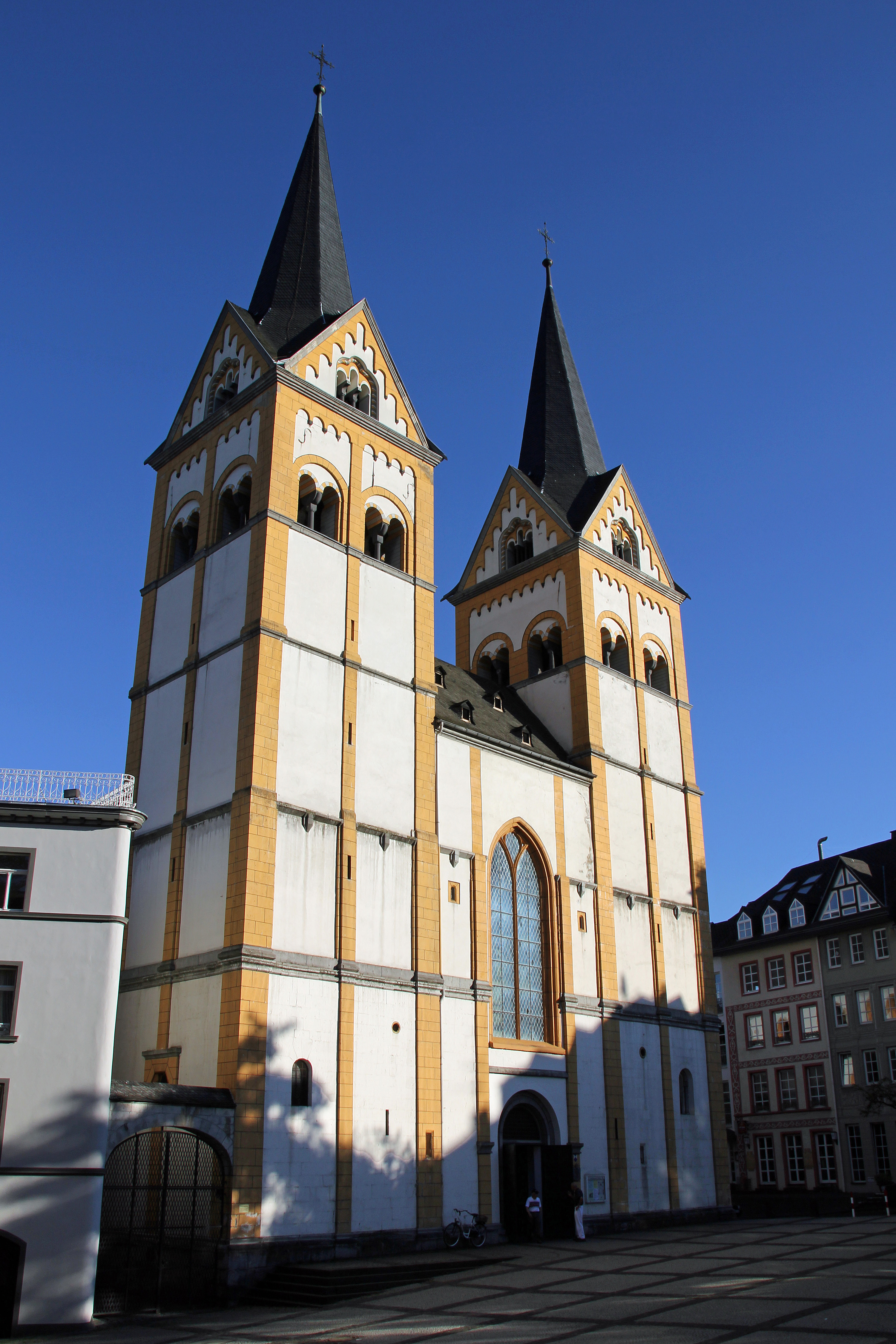
Sv. Florian (Koblenz-Buga)
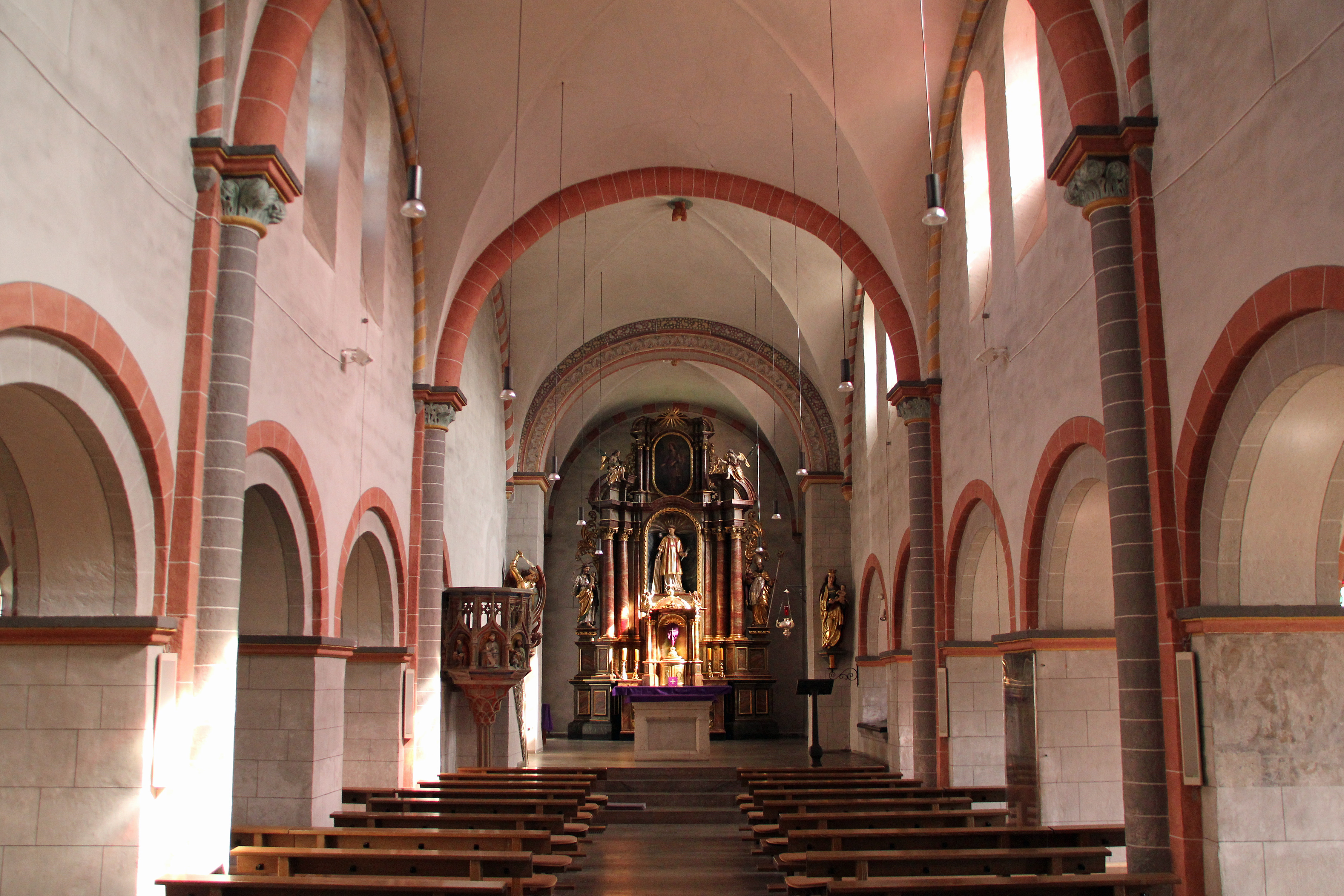
Sv. Vavřinec, vnitřek
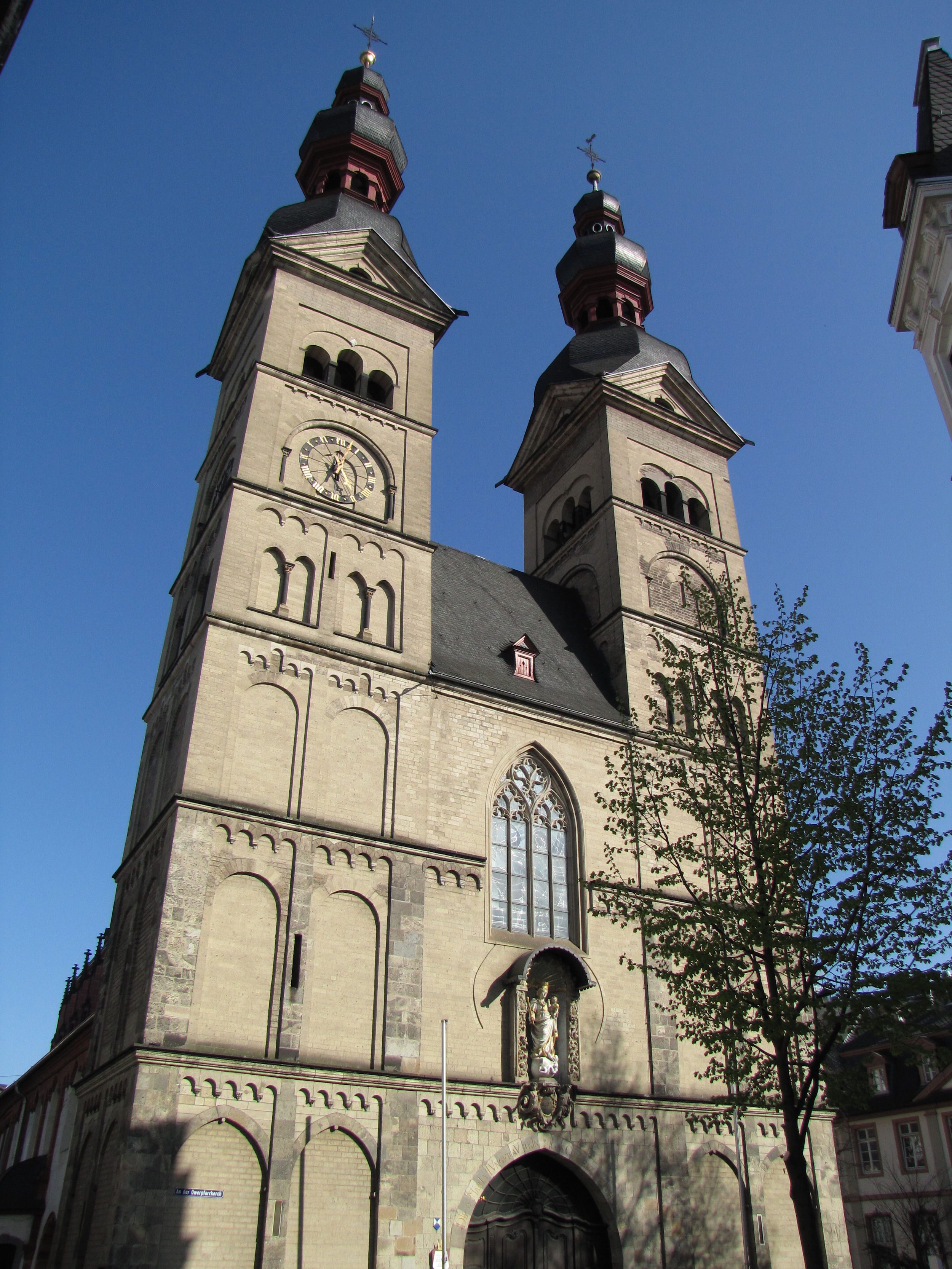
P. Marie (Liebfrauenkirche), prúčelí
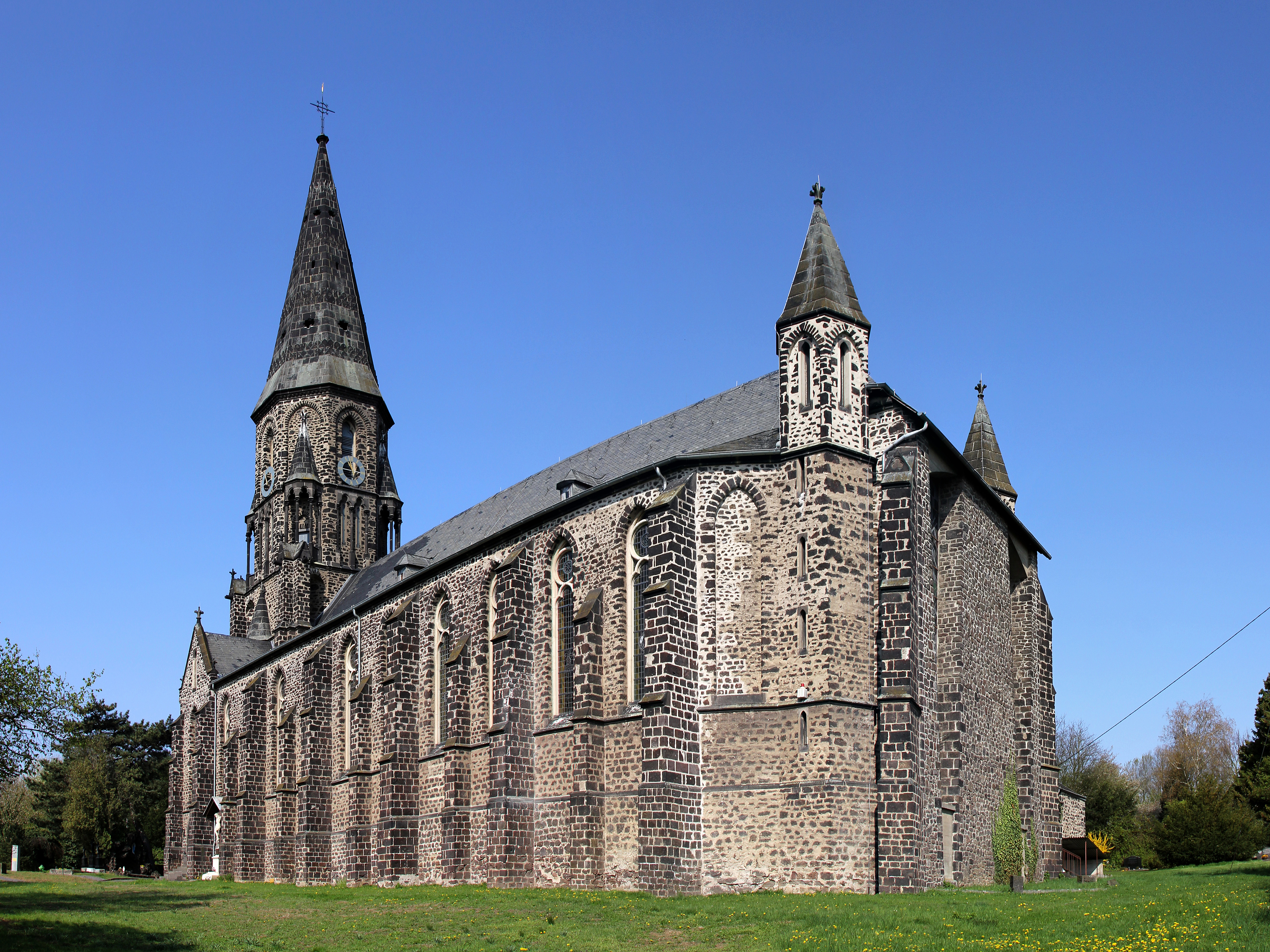
Sv. Mauritius (Koblenz-Rübenach)
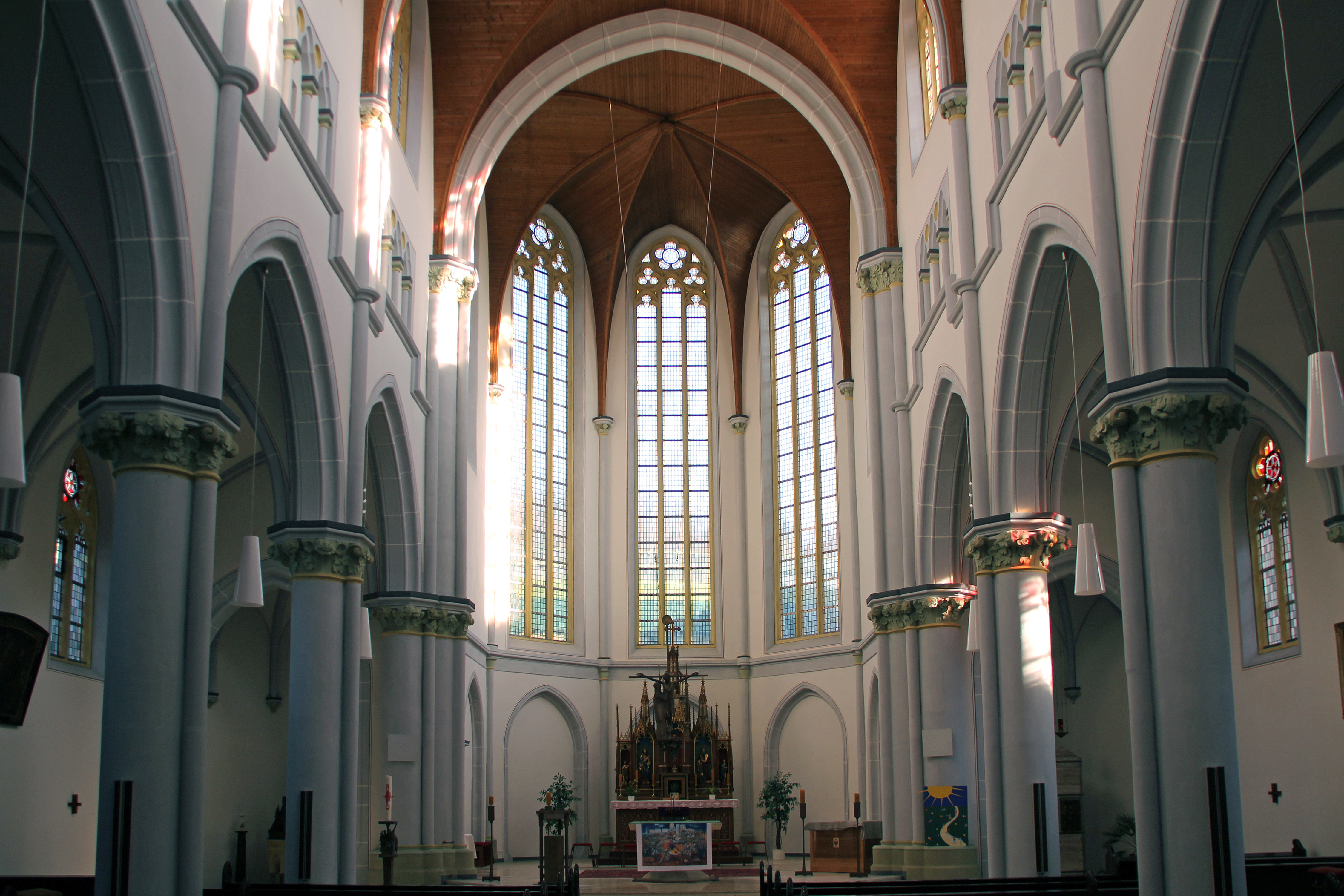
Sv. Petr a Pavel (Koblenz-Pfaffendorf)
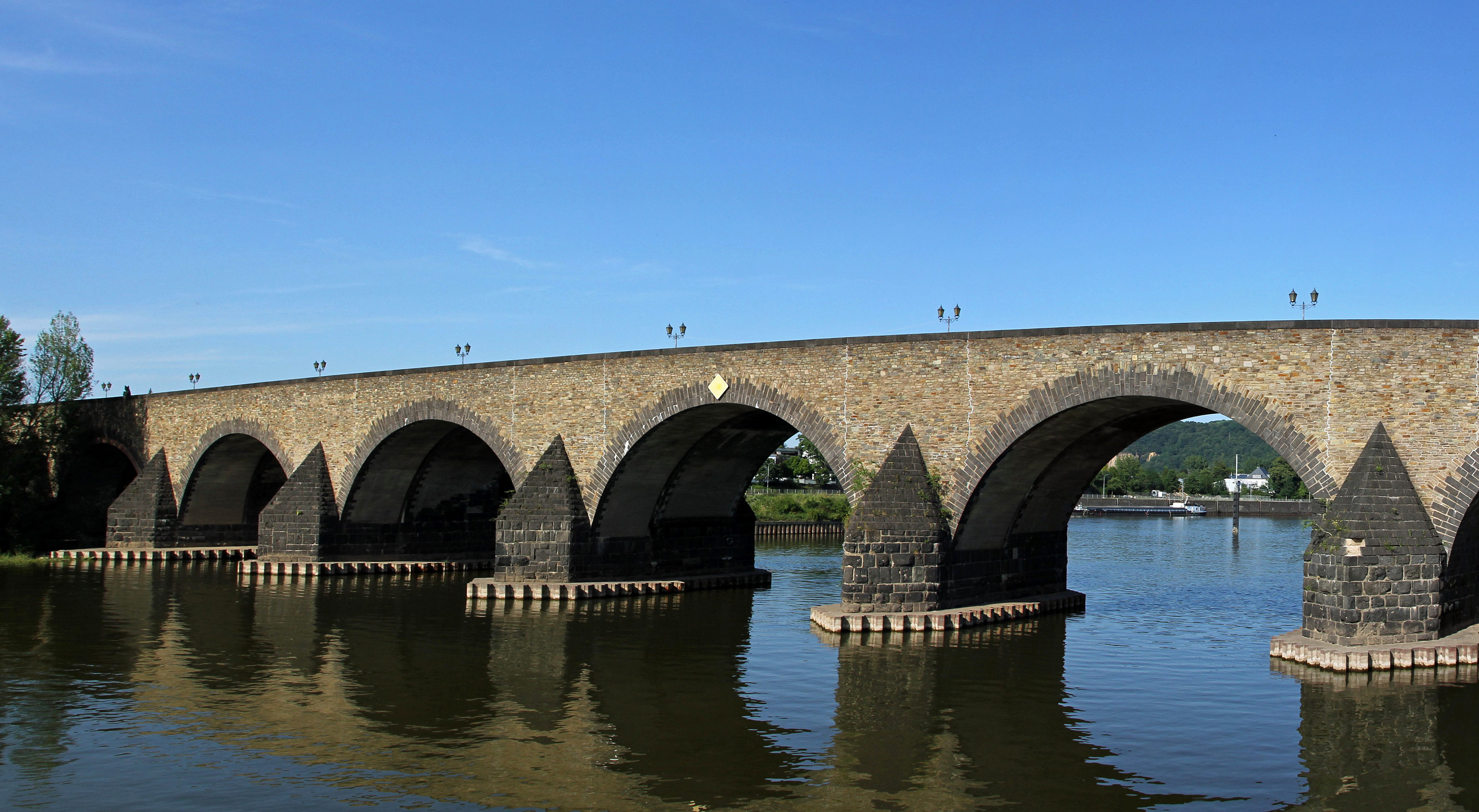
Gotický most přes Moselu (Balduinbrücke)

## Doprava

### Železniční

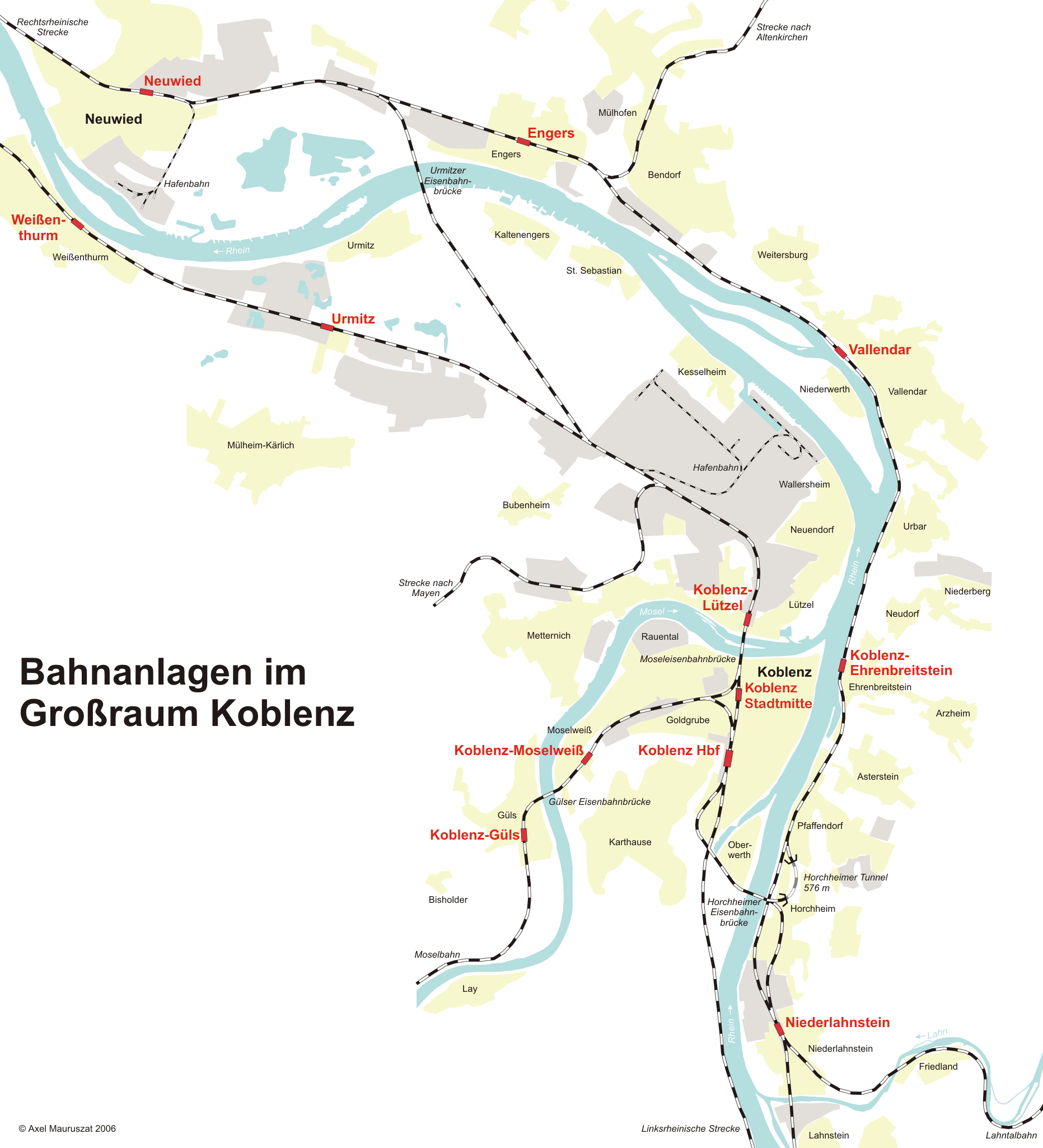
Schéma železničních tratí v okolí Koblence

Nádraží Koblenz Hbf leží na levobřežní trati vedoucí údolím Rýna mezi městy Bonn a Mohuč. Nádraží má také napojení na pravobřežní trať Wiesbaden–Kolín nad Rýnem. Z Koblence vychází trať Moselstrecke do Trevíru (a dále do Luxemburgu a Saarbrückenu) a dále trať Lahntalbahn do měst Limburg an der Lahn a Gießen. S otevřením nové vysokorychlostní trati Kolín nad Rýnem – Frankfurt nad Mohanem ztratil Koblenc část svého významu jako železniční křižovatky, i když zde nadále zastavují vlaky ICE. Na území města se nachází ještě zastávky Koblenz-Lützel, Koblenz-Moselweiß, Koblenz-Güls a Koblenz-Ehrenbreitstein. V roce 2010 byla otevřena zastávka Koblenz-Mitte.

### Silniční
Západně od města probíhá dálnice A 61, spojující Ludwigshafen a Mönchengladbach. Severně od města probíhá dálnice A 48, což je spojka dálnic A 1 (Saarbrücken – Kolín) a A 3 (Frankfurt nad Mohanem – Kolín). Ve městě jsou čtyři silniční mosty přes Rýn a šest přes Moselu. Městskou dopravu obstarávají autobusy.

### Lanovka
V roce 2010 byla vybudována přes Rýn visutá gondolová lanovka, původně jako dočasná stavba kvůli hostování bienální spolkové zahradnické výstavy. Ačkoliv Mezinárodní rada pro památky a sídla v roce 2013 vyzvala k její okamžité demontáži kvůli narušení výhledu v rámci kulturní krajiny Údolí horního Středního Rýnu, zapsané do světového dědictví, UNESCO povolilo její provozování až do roku 2026.

## Starostové
- 1801–1804: Peter Franz Elz
- 1804–1808: Johann Nikolaus Nebel
- 1808–1811: Johann Dominik Gayer

Historické město na soutoku Rýna a Mosely, Deutsches Eck

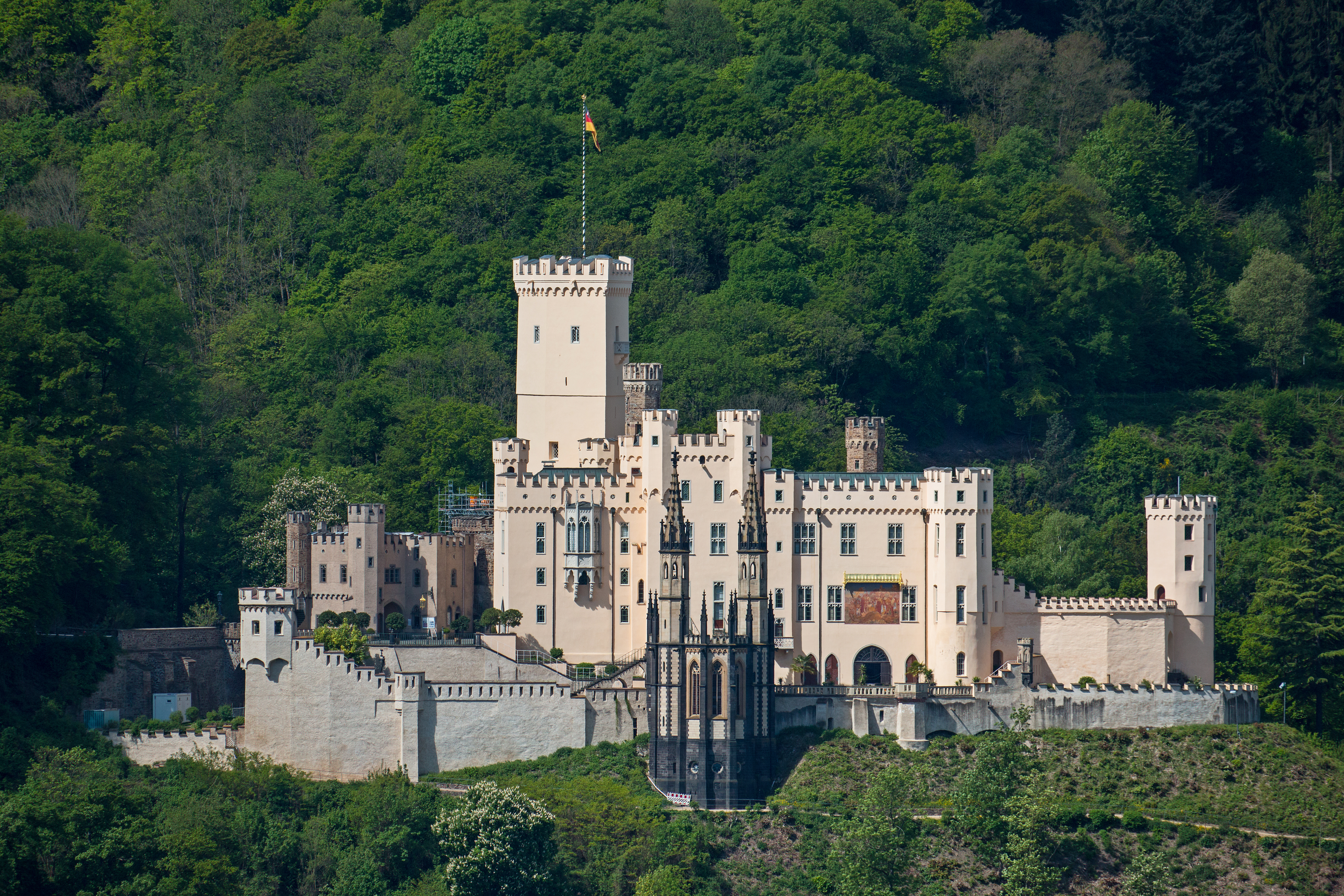
Hrad Stolzenfels

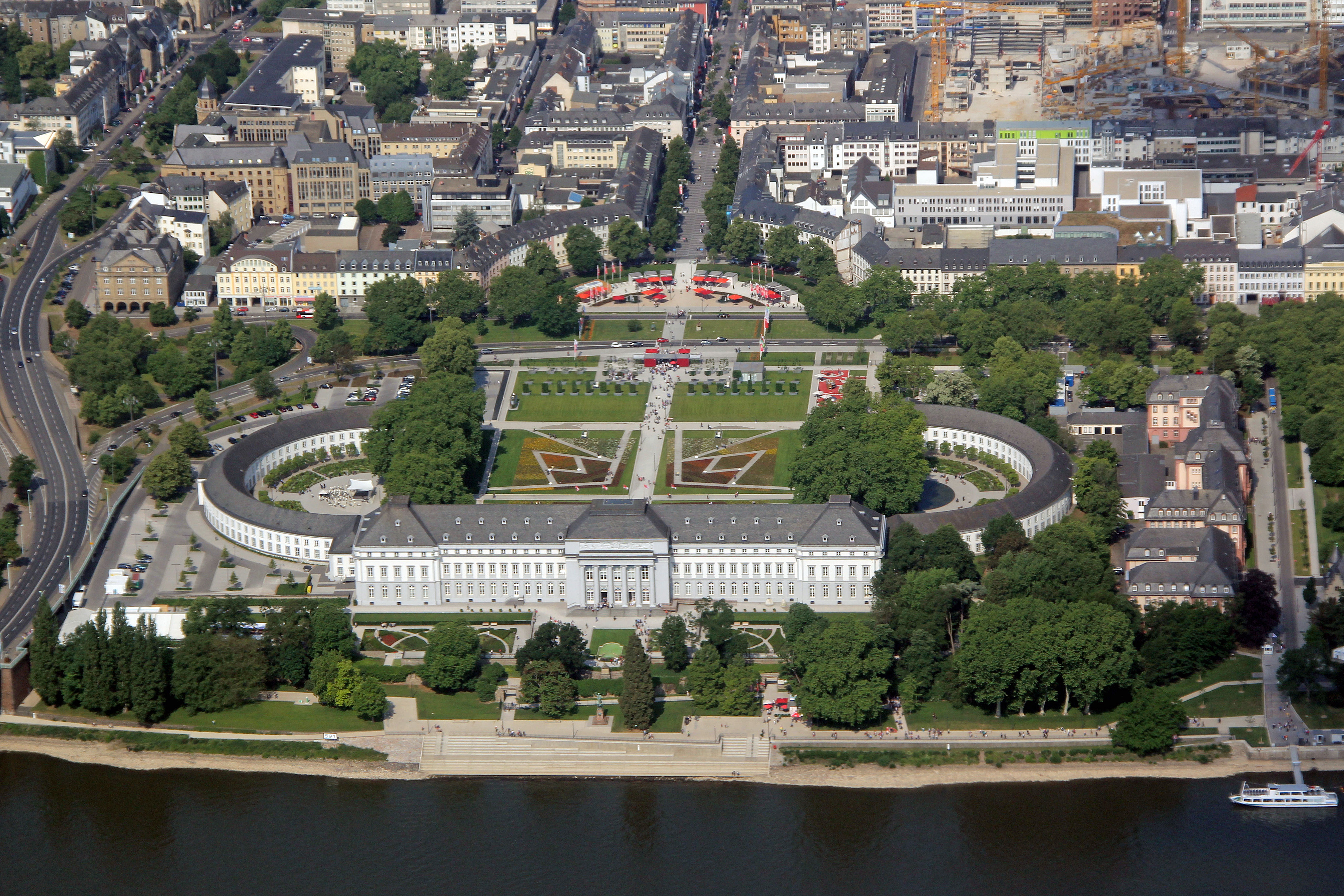
Zámek z letadla

- 1812–1813: Emmerich-Josef von Elz-Rübenach
- 1813–1814: Johann Josef Mazza
- 1814–1818: Johann Josef Mazza
- 1818–1847: Abundius Maehler
- 1847–1857: Friedrich Wilhelm Alexander Bachem
- 1857–1867: Hubert Josef Cadenbach
- 1867–1887: Karl Heinrich Lottner
- 1888–1900: Emil Schüller
- 1900–1914: Karl Ortmann
- 1915–1919: Bernhard Clostermann
- 1919–1931: Karl Russell, Zentrum
- 1931–1933: Hugo Rosendahl, Zentrum
- 1933–1939: Otto Wittgen, NSDAP
- 1939–1940: Theodor Habicht, NSDAP
- 1940–1945: Nikolaus Simmer, NSDAP
- 1945–1945: Konrad Gorges, NSDAP
- 1945–1945: Franz Lanters
- 1945–1946: Wilhelm Kurth, SPD
- 1946–1946: Wilhelm Guske, SPD
- 1946–1960: Josef Schnorbach, CDU
- 1960–1972: Willi Werner Macke, CDU
- 1972–1994: Willi Hörter, CDU
- 1994–2010: Eberhard Schulte-Wissermann, SPD
- 2010–2018: Joachim Hofmann-Göttig, SPD
- od 2018:   David Langner, SPD

## Osobnosti města
- Klemens Wenzel von Metternich (1773–1859), rakouský šlechtic, politik a česko-rakouský diplomat
- Clemens Brentano (1778–1842), romantický básník a spisovatel
- Max von Laue (1879–1960), fyzik, nositel Nobelovy ceny
- Valéry Giscard d'Estaing (1926–2020), bývalý francouzský prezident
- Thomas Anders (1963), zpěvák, skladatel a producent, bývalý člen skupiny Modern Talking

## Partnerská města
- Austin, Texas, USA, 1992
- Haringey, Londýn, Spojené království, 1969
- Maastricht, Nizozemsko, 1981
- Nevers, Francie, 1963
- Norwich, Spojené království, 1978
- Novara, Itálie, 1991
- Petach Tikva (פֶּתַח תִּקְוָה), Izrael, 2000
- Varaždin, Chorvatsko, 2007